# Виктор Паульссон
Гвюдлёйгюр Виктор Паульссон (исл. Guðlaugur Victor Pálsson; род. 30 апреля 1991, Рейкьявик, Исландия) — исландский футболист, защитник клуба «Плимут Аргайл» и сборной Исландии.

## Клубная карьера
Родился 30 апреля 1991 года в Рейкьявике в семье португальца и исландки, а его дед по отцовской линии был уроженцем Мозамбика. Начал заниматься футболом в родном городе в клубе «Филкир». Вскоре спортивный директор датского клуба «Орхус» заметил его талант и в 2007 году Виктор подписал трехлетний контракт с клубом, где он регулярно играл в молодёжной команде. За это время Паульссон успел сыграть за сборные Исландии всех уровней.
Именно там им заинтересовался английский «Ливерпуль», представители которого устроили исландцу просмотр, на котором Виктор убедил тренеров клуба в своей состоятельности. Паульссон только должен был начать выступать за первую команду «Орхуса», но мерсисайдцы хотели, чтобы он перебрался на «Энфилд» немедленно. Цена перехода составила 300 тыс. фунтов, а Паульссон подписал контракт на 2,5 года. Свою первую игру за резерв он сыграл в январе, проведя 15 минут в игре против дубля «Манчестер Юнайтед», а в следующем сезоне он стал основным игроком резерва, при этом он играл не в полузащите, а на позиции центрального защитника. Таким образом Паульссон начал карьеру на родине, как нападающий, в Дании он стал полузащитником, а в «Ливерпуле» стал играть в обороне. Виктор был регулярным партнером Даниэля Айялы или Криса Мавинги на позиции центрального защитника в том сезоне, в котором резерв завоевал очередной титул чемпиона Премьер-Лиги среди резервных команд.
На профессиональном уровне Виктор дебютировал в ноябре 2010 года, перейдя на правах аренды в клуб третьего по уровню дивизиона Англии «Дагенем энд Редбридж», за который сыграл две игры в чемпионате и одну игру в Кубке Англии, после чего вернулся в «Ливерпуль», но за первую команду «красных» так и не сыграл ни одной игры.
28 января 2011 года Виктор подписал 18-месячный контракт с клубом шотландской Премьер-лиги «Хиберниан», где взял 91 номер как год своего рождения. Через два дня дебютировал в высшем дивизионе в игре против «Данди Юнайтед» (0:3), а забил первый гол за клуб в матче против «Килмарнока» (2:1) с пенальти 12 февраля того же года. Виктор был основным тренером команды при тренерстве Колени Келдервуда, но потерял место после того как Кальдервуд был заменён на Пэта Фенлона. В результате 10 января 2012 года «Хиберниан» объявил, что Виктор покинул клуб после того, как было достигнута договоренность о расторжении контракта.
10 февраля 2012 года Паульссон подписал контракт с клубом МЛС «Нью-Йорк Ред Буллз». Впрочем в американской команде Паульссон тоже не стал основным игроком и уже в августе был отдан в аренду в голландский «Неймеген», который в конце года подписал с игроком полноценный контракт на 3,5 года. Играя в составе «Неймегена», в основном выходил на поле в основном составе команды, но по итогам сезона 2013/14 клуб занял 17 место и вылетел из высшего дивизиона.
В августе 2014 года Паульссон стал игроком шведского «Хельсингборга», где провёл один год.
31 августа 2015 года подписал четырёхлетний контракт с датским «Эсбьергом». С этой командой вылетел из высшего дивизиона по итогам сезона 2016/17.
В июле 2017 года подписал трехлетний контракт со швейцарским «Цюрихом». С этой же командой в первом же сезоне выиграл Кубок Швейцарии 2017/18. Отыграл за команду из Цюриха 47 матчей в национальном чемпионате.
9 января 2019 года подписал 3,5-летний контракт с клубом немецкой Второй Бундеслиги «Дармштадт 98».
25 мая 2021 года перешёл в «Шальке 04», подписав контракт на два сезона до 2023 года. Стоимость трансфера составила около 700 тыс. евро.
27 июля 2022 года Паульссон перешёл в клуб МЛС «Ди Си Юнайтед», подписав контракт по правилу назначенного игрока до конца сезона 2024 с опцией продления на сезон 2025. За вашингтонский клуб дебютировал 13 августа 2022 года в матче против «Нью-Инглэнд Революшн».
28 июля 2023 года Паульссон вернулся в Европу, он перешёл в клуб чемпионата Бельгии «Эйпен», подписав трёхлетний контракт.

## Карьера в сборной
В 2007 году дебютировал в составе юношеской сборной Исландии, принял участие в 13 играх на юношеском уровне.
В течение 2009—2012 годов привлекался в состав молодёжной сборной Исландии. На молодёжном уровне сыграл в 11 официальных матчах.
4 июня 2014 года дебютировал в официальных играх в составе национальной сборной Исландии в товарищеском матче против Эстонии (1:0) в Рейкьявике, заменив на 84-й минуте матча Гильфи Сигурдссон.

## Достижения
- Обладатель Кубка Швейцарии: 2017/18